# 水口道路

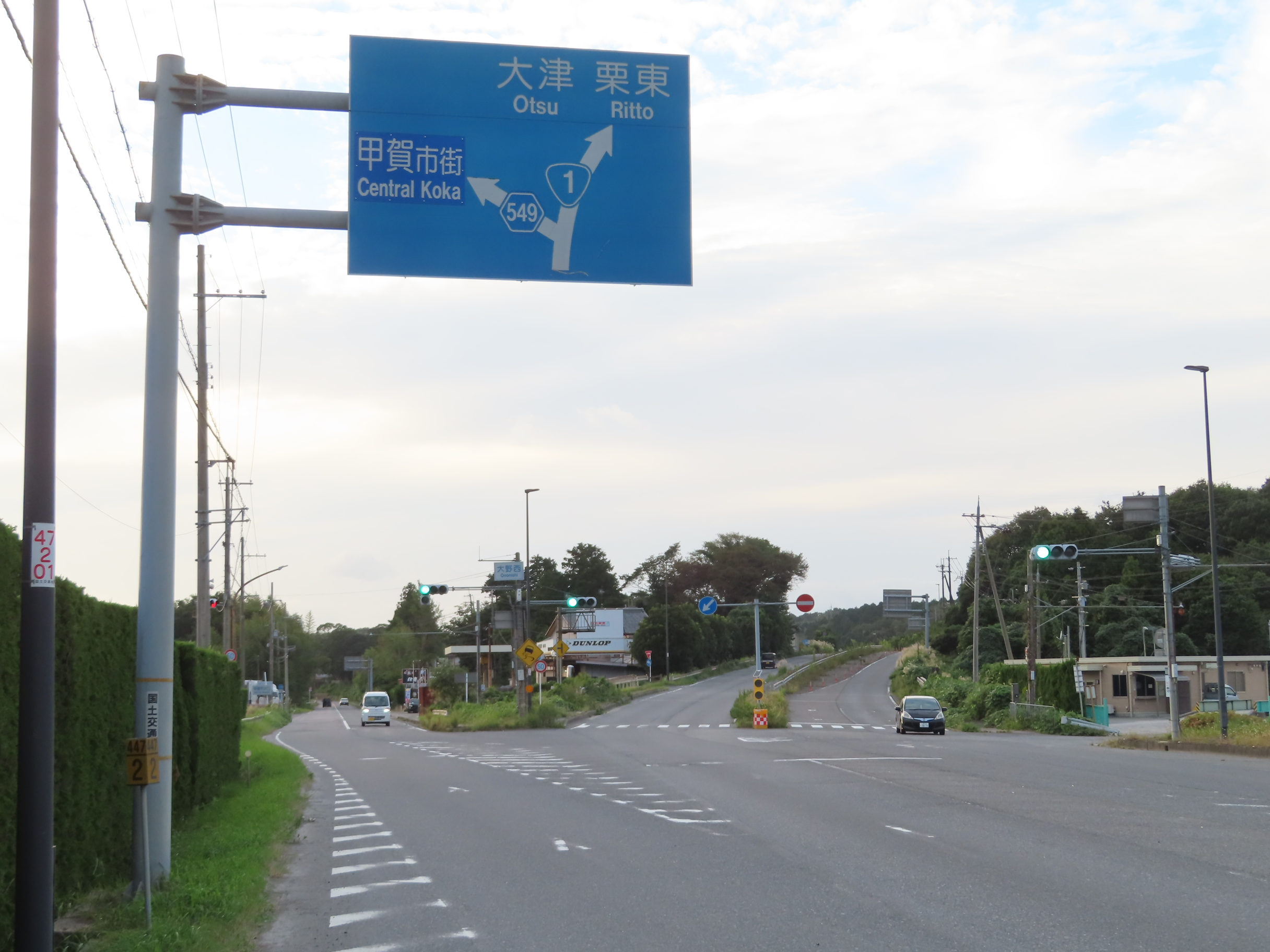
起点となる大野西交差点

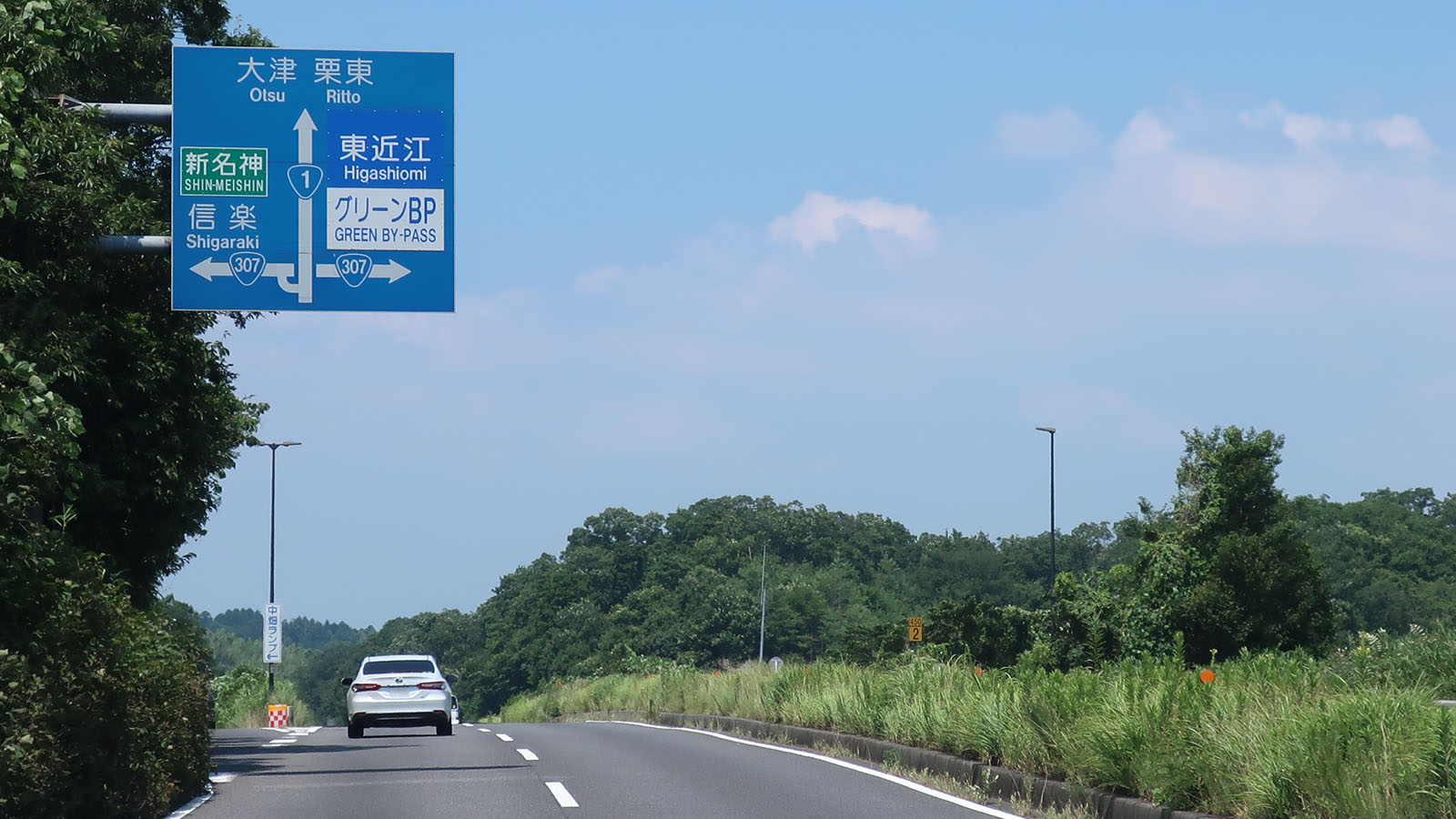
水口道路（中畑ランプ付近）
国道307号との交差
滋賀県甲賀市水口町

水口道路（みなくちどうろ）は、滋賀県甲賀市土山町大野から同県湖南市岩根に至る延長11.0 kmの国道1号バイパスである。甲賀湖南道路の一部として地域高規格道路に指定されている。

## 概要
そのうち水口バイパス（みなくちバイパス）とも呼ばれる、甲賀市土山町大野から同市水口町名坂を結ぶ区間が、1976年（昭和51年）3月に2車線で暫定供用を開始した。その後、バイパスから大津方面に続く現道部分もあわせ、水口道路として整備が進み、1995年（平成7年）3月に4車線での供用となった。当初の水口バイパスは水口道路の第一工区にあたる。

## 交差する道路
- 上側が起点側、下側が終点側。左側が上り側、右側が下り側。
- 交差する道路の特記がないものは市道。

| 交差する道路                          | 交差する道路                                | 交差する場所                                | 交差する場所    | 東京から (km) | 工区  |
| ------------------------------------- | ------------------------------------------- | ------------------------------------------- | --------------- | ------------- | ----- |
| 国道1号 四日市方面                    |                                             |                                             |                 |               |       |
| －                                    | 県道549号大野名坂線                         | 甲賀市                                      | 大野西          |               | 1工区 |
| 県道126号相模水口線                   | 県道126号相模水口線                         | 甲賀市                                      | －              |               | 1工区 |
| 〈日野水口グリーンバイパス〉          | 国道307号                                   | 甲賀市                                      | －              |               | 1工区 |
| 国道307号（旧道） 県道180号増田水口線 | 国道307号（旧道）                           | 甲賀市                                      | 松尾            |               | 1工区 |
| －                                    | 県道549号大野名坂線                         | 甲賀市                                      | 名坂            |               | 1工区 |
| －                                    | 県道549号大野名坂線                         | 甲賀市                                      | 名坂            | 2工区         |       |
| 県道537号山名坂線                     |                                             | 甲賀市                                      | 西名坂          |               |       |
| 県道164号水口竜王線                   | 県道121号貴生川北脇線                       | 甲賀市                                      | 里北脇          |               |       |
| 県道178号泉日野線                     |                                             | 甲賀市                                      | 伴谷口          |               |       |
|                                       | 県道535号泉水口線                           | 甲賀市                                      | 泉西            |               |       |
| 湖南市                                | 県道535号泉水口線                           | 3工区                                       | 泉西            |               |       |
| 湖南市                                | 県道13号彦根八日市甲西線                    | 3工区                                       | 国道1号（現道） | 朝国          |       |
| 湖南市                                | 県道13号彦根八日市甲西線                    | 3工区                                       | －              | 朝国北        |       |
| 湖南市                                | 県道13号彦根八日市甲西線 県道27号野洲甲西線 | 県道13号彦根八日市甲西線 県道27号野洲甲西線 | 岩根            |               |       |
| 国道1号 〈栗東水口道路〉              |                                             |                                             |                 |               |       |

## 歴史
- 1976年3月4日 : 1工区暫定2車線供用開始。
- 1995年3月27日 : 1工区4車線供用。
- 2001年4月22日 : 3工区暫定供用開始。
- 2007年12月26日 : 2工区（甲賀市水口町名坂 - 水口町泉）3車線で暫定部分供用。
- 2016年3月19日 : 2工区（甲賀市水口町名坂 - 水口町泉）4車線供用。[3]

## 交通量
2005年度（平成17年度道路交通センサスより）
平日24時間交通量（台）
- 甲賀市水口町北脇字中切：27,375